# Néa Chalkidóna
Néa Chalkidóna (Nea Chalkidona) är en ort i Grekland.   Den ligger i prefekturen Nomarchía Athínas och regionen Attika, i den sydöstra delen av landet, 5 km norr om huvudstaden Aten. Néa Chalkidóna ligger 89 meter över havet och antalet invånare är 9 822.
Terrängen runt Néa Chalkidóna är varierad.Runt Néa Chalkidóna är det mycket tätbefolkat, med 6 472 invånare per kvadratkilometer. Närmaste större samhälle är Aten, 5,4 km söder om Néa Chalkidóna. Runt Néa Chalkidóna är det i huvudsak tätbebyggt.